# Trebonianus Gallus
Gaius Vibius Trebonianus Gallus (ca. 206 - augustus 253) was van juni 251 tot augustus 253 Romeins keizer, met als medekeizers eerst Hostilianus en daarna Volusianus.
Trebonianus Gallus werd geboren in Perugia, trouwde met Afinia Gemina Baebiana en had twee kinderen: zoon Gaius Vibius Volusianus (de latere keizer Volusianus) en dochter Vibia Galla. Hij was in zijn carrière zowel senator als consul, alsook gouverneur van Moesia Superior, waar hij betrokken was bij de oorlogen van Rome tegen de Goten.
In een van deze oorlogen kwamen de keizers Decius en Herennius Etruscus in de Slag bij Abrittus om het leven. Het leger verklaarde hierna meteen Trebonianus Gallus tot keizer. Deze adopteerde de andere zoon van Decius, Hostilianus, en erkende hem als medekeizer.
Omdat hij snel naar Rome terug wilde sloot Gallus een onvoordelige vrede met de Goten, die hun buit mochten houden en bovendien elk jaar een geldsom van Rome ontvingen. Eenmaal in Rome bleek daar echter de pokken uitgebroken, waar Hostilianus aan bezweek. Gallus benoemde toen zijn zoon Volusianus tot medekeizer.
Hoewel Gallus de bevolking van Rome hielp door er bijvoorbeeld voor te zorgen dat alle slachtoffers van de epidemie begraven werden, zelfs als ze dat niet konden betalen, lijkt hij vooral bekend te staan als besluiteloos en niet bijzonder capabel heerser. Zo veroverden de Perzen grote gebieden aan de oostgrens van het rijk: Armenia en Syria, zonder dat Gallus hiertegen optrad.
Aemilius Aemilianus, de nieuwe gouverneur van Moesia Superior, weigerde tribuut te betalen aan de Goten en versloeg ze op het slagveld. Zijn troepen verklaarden hem prompt tot keizer en marcheerden naar Rome. Gallus en Volusianus probeerden hem nog te stoppen met een inderhaast geformeerd leger, maar toen dat leger hoorde dat Aemilianus al zeer dichtbij was, muitte het en vermoordde het de twee keizers.